# Pallavolo ai Giochi della XIX Olimpiade
Il torneo di pallavolo ai Giochi della XIX Olimpiade si disputò a Città del Messico dal 13 al 25 ottobre 1968, e vide la vittoria dell'Unione Sovietica.

## Podi
| Evento                         | Oro              | Argento  | Bronzo         |
| Pallavolo maschile (dettagli)  | Unione Sovietica | Giappone | Cecoslovacchia |
| Pallavolo femminile (dettagli) | Unione Sovietica | Giappone | Polonia        |